# José Luis Lamadrid
José Luis Lamadrid (* 3. Juli 1930; † 3. Oktober 2021), auch bekannt unter dem Spitznamen El Niño Artillero, war ein mexikanischer Fußballspieler auf der Position eines Stürmers.

## Biografie

### Verein
Lamadrid begann seine Profikarriere 1949 in Diensten des Real Club España. Als der Verein sich am Saisonende 1949/50 aus der Profiliga zurückzog, wechselte er für die Saison 1950/51 zum Club América und war anschließend für drei Spielzeiten beim Club Necaxa unter Vertrag. Danach spielte er für jeweils eine Saison bei Deportivo Toluca (1954/55) und erneut bei América (mit denen er 1955 unmittelbar nach seinem Wechsel den Pokalsieg feiern durfte), ehe er seine aktive Laufbahn beim CD Cuautla ausklingen ließ.

### Nationalmannschaft
Sein Debüt in Reihen der mexikanischen Nationalmannschaft feierte Lamadrid am 6. April 1952 im Rahmen eines Spiels um die Panamerikanischen Meisterschaften gegen Brasilien, das mit 0:2 verloren wurde. Seine beiden ersten Länderspieltore erzielte er in einem am 27. Dezember 1953 ausgetragenen WM-Qualifikationsspiel gegen Haiti, das mit 4:0 gewonnen wurde. Zwei weitere Tore für „El Tri“ gelangen ihm in den Qualifikationsspielen gegen die USA, die im Januar 1954 ausgetragen und mit 4:0 bzw. 3:1 gewonnen wurden.
Höhepunkt seiner Länderspielkarriere war die Teilnahme an der Fußball-Weltmeisterschaft 1954, bei der er beide Spiele bestritt und den Anschlusstreffer zum 1:2 gegen Frankreich in der 54. Minute erzielte. Das am 19. Juni 1954 ausgetragene WM-Spiel gegen „Les Bleus“ war zugleich sein letztes Länderspiel.

## Erfolge
- Mexikanischer Pokalsieger: 1955